# Noiron-sous-Gevrey
Noiron-sous-Gevrey este o comună în departamentul Côte-d'Or, Franța. În 2009 avea o populație de 1,040 de locuitori.

## Evoluția populației
| An        | 1975 | 1982 | 1990 | 1999 | 2006 | 2009  |
| --------- | ---- | ---- | ---- | ---- | ---- | ----- |
| Populație | 360  | 405  | 394  | 705  | 866  | 1,040 |